# اداره کل موشکی کره شمالی
اداره کل موشکی کره شمالی (کره‌ای: 미싸일총국) بر توسعه موشک‌های ارتش خلق کره نظارت می‌کند. این اداره ابتدا با رونمایی پرچم خود در محل برگزاری نشست بزرگ کمیسیون نظامی مرکزی حزب کارگران کره که در ۷ فوریه ۲۰۲۳ برگزار شد، اعلام موجودیت کرد و احتمالاً در نوامبر سال ۲۰۲۲ تأسیس شده‌است.

## یادداشت
1. ↑  همچنین احتمالاً اپراتور موشک‌های بالستیکی باشد که قادر به حمل کلاهک هسته‌ای در ارتش خلق کره هستند؛ این اطلاعات از طریق گزارش یونهاپ در ۱۷ مارس ۲۰۲۳ منتشر شد.[۲]